# كاستركوم
بلاريكوم Castricum  هي مدينة وبلدية بمقاطعة شمال هولندا، هولندا.

## طوبوغرافيا
خريطة طوبوغرافية هولندية لبلدية كاستركوم، يونيو 2015، (تقرأ بعد ثلاث نقرات على الخريطة).

## أعلام
- كيز لوكس
- هان ديد
- تيون كووبميينيرز